# Pfarrkirche Auersthal

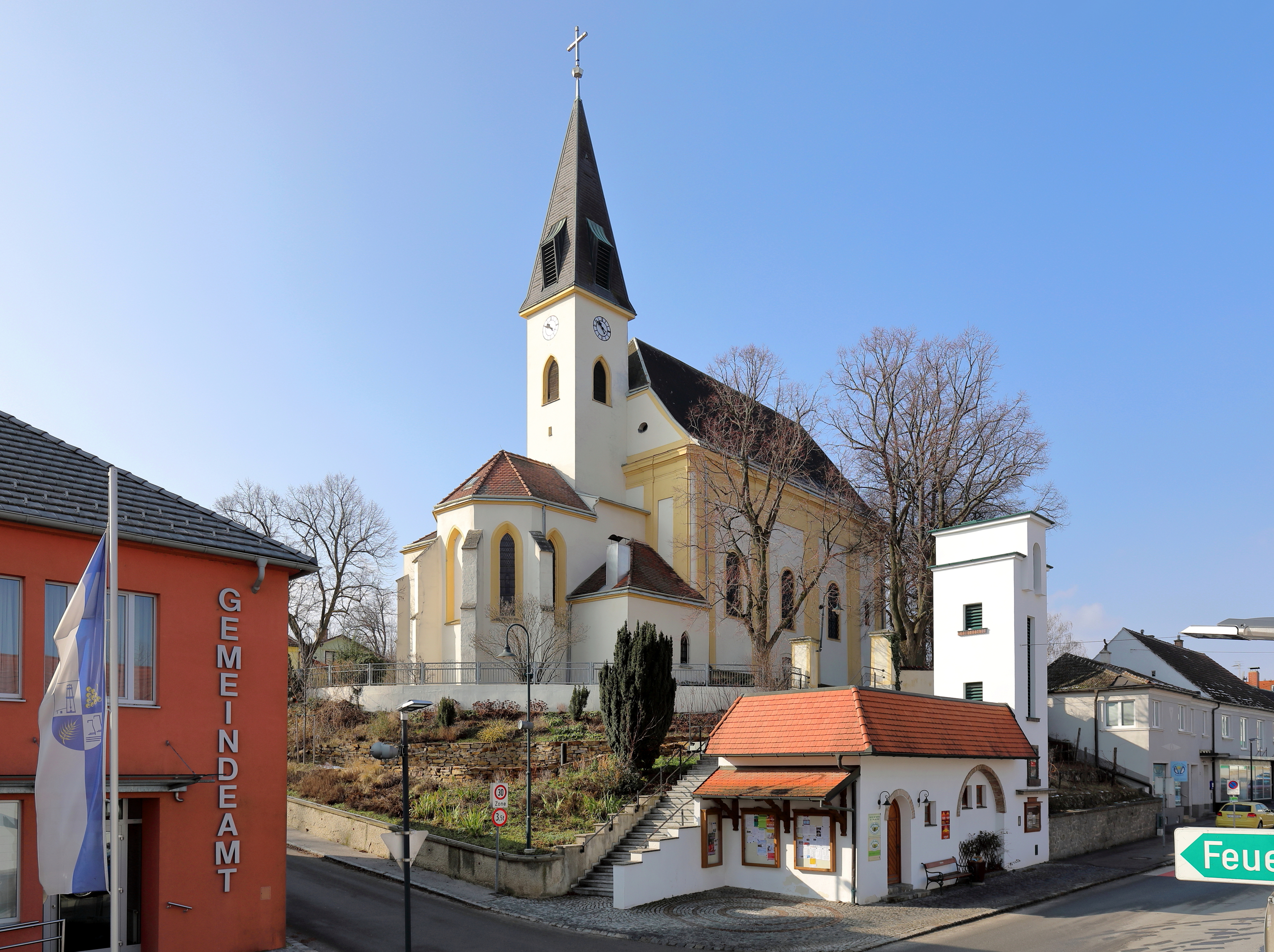
Kath. Pfarrkirche hl. Nikolaus in Auersthal

Die römisch-katholische Pfarrkirche Auersthal steht in der Gemeinde Auersthal im Bezirk Gänserndorf in Niederösterreich. Sie ist dem heiligen Nikolaus geweiht und gehört zum Dekanat Gänserndorf im Vikariat Unter dem Manhartsberg der Erzdiözese Wien. Das Bauwerk steht unter Denkmalschutz.

## Lagebeschreibung
Die Kirche ist ein großer, weithin sichtbarer Bau. Er steht etwas erhöht in der Ortsmitte von Auersthal.

## Geschichte
Das Vikariat wurde vor 1328 ausgerufen. Der gotische Chor wurde im 14. Jahrhundert errichtet. In den Jahren 1735 bis 1741 wurde das Langhaus neu gebaut. 1784 wurde die Kirche zur Pfarrkirche erhoben. 1859 wurde die Kirche durch Josef Wenz umgebaut und erhielt dabei auch Zubauten.

## Kirchenbau
Kirchenäußeres

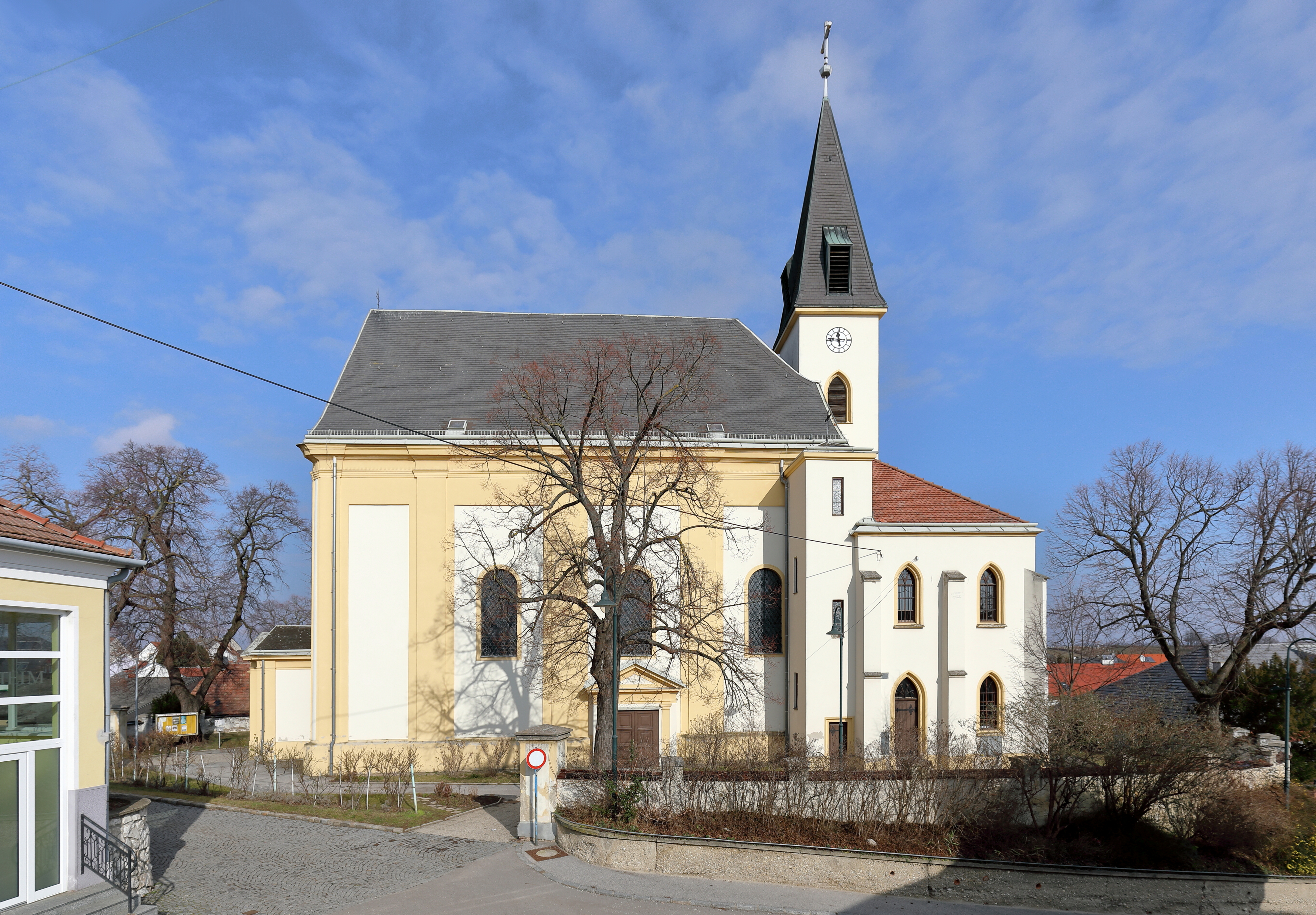
Südansicht der Pfarrkirche

Über dem mächtigen barocken Langhaus ist ein hohes Satteldach. Die hohe Westfassade ist durch flache Pilaster gegliedert. In Nischen stehen die Figuren der heiligen Katharina und der seligen Elisabeth von Reuthe. Über dem umlaufenden Gesims ist ein Spitzgiebel. Im Giebel ist eine Nische mit einer Immaculata-Figur. Der Westfassade ist eine kleine Vorhalle von 1859 mit Spitzgiebel vorgebaut. Die Nord- und Südseite des Langhauses sind durch flache Pilaster und hohe Rundbogenfenster gegliedert. An der Langhauswand über dem wesentlich niedrigeren Chor ist ein Ochsenaugenfenster. Der gotische Chor aus dem 14. Jahrhundert ist durch kräftige Strebepfeiler und hohe Spitzbogenfenster gegliedert. Über dem östlichen Chorjoch, direkt an das Langhaus anschließend, ist ein gedrungener Kirchturm mit spitzbogigen Schallfenstern. Der Turm stammt aus dem Jahr 1859, der Pyramidenhelm stammt aus neuerer Zeit. Der Chor wird von Sakristei-Anbauten flankiert. Der nördliche Anbau aus dem 14. Jahrhundert ist gotisch und weist Spitzbogenfenster und ein Spitzbogenportal auf. Gegen das Langhaus gibt es auch ein kleines Treppentürmchen.
Kircheninneres
Das hohe Langhaus hat drei Joche mit Tonnengewölbe mit Stichkappen. Dieses ruht auf Wandpfeilern mit Doppelpilastern. Dazwischen sind Doppelgurte. Die dreiteilige Orgelempore ruht auf Pfeilern und ist platzlunterwölbt. Hinter dem spitzbogigen Triumphbogen schließt der eingezogene, zweijochige Chor an, der kreuzgratgewölbt ist. Der Chor schließt im 5/8-Schluss. Das Kreuzrippengewölbe im Chor weist dekorative Schlusssteine auf. Zwischen den beiden Chorjochen ist ein Verstärkungsbogen als Stütze für den Kirchturm eingezogen. An der Nordwand ist eine kleine gotische Sakramentsnische. Im Norden schließt die alte gotische Sakristei an den Chor an. Der Raum ist zweijochig und kreuzrippengewölbt mit Schlusssteinen. Die südliche Sakristei von 1859 ist kreuzrippengewölbt mit Schlussstein. Darüber ist das Oratorium. Die Glasfenster sind aus der zweiten Hälfte des 19. Jahrhunderts.

## Ausstattung
Die klassizistischen Altäre entstanden Ende des 18. Jahrhunderts. Der Hochaltar ist ein schlichtes Säulenretabel. Das Altarbild zeigt den heiligen Nikolaus und wurde von Franz Schams im Jahr 1859 gemalt. Die Seitenfiguren stellen den heiligen Antonius und den heiligen Johannes Nepomuk dar. Im Auszug sind die Heiligen Petrus und Paulus dargestellt. Die Seitenaltäre sind einfach gestaltete Nischenaltäre. Auf dem linken Altar steht eine Statue der heiligen Barbara, auf dem rechten eine Figur des heiligen Leopold. Die barocke Kanzel stammt aus der Mitte des 18. Jahrhunderts. Am Korb sind Symbole der Theologischen Tugenden dargestellt. Auf dem Schalldeckel steht eine Salvatorfigur. Die Kreuzwegbilder wurden Mitte des 19. Jahrhunderts gemalt. Die vier Rundbilder mit den vier Evangelisten sowie das Pietàbild stammen von Franz Schams aus dem Jahr 1860. Der neogotische Taufstein in der südlichen Sakristei stammt aus dem Jahr 1854.

## Orgel
Die Orgel mit 20 Registern stammt aus dem Jahr 1934 von Josef Panhuber.